# NGC 6647
NGC 6647 ist ein offener Sternhaufen im Sternbild Schütze.
Entdeckt wurde das Objekt am 18. Juni 1784 von Wilhelm Herschel.